# Tahnee Welch
Tahnee Welch (* 26. Dezember 1961 als Latanne Rene Welch in San Diego, Kalifornien) ist eine US-amerikanische Schauspielerin und ein Model. International bekannt wurde sie durch die Rolle der Kitty in Cocoon.

## Leben
Tahnee Welch ist die Tochter von James und Raquel Welch und die jüngere Schwester von Damon Welch. Sie hatte kein sehr gutes Verhältnis zu ihrer Mutter, die ihre Kinder bei einem Kindermädchen ließ und Briefe an ihre Kinder mit „Raquel“ anstatt „Mom“ unterschrieb. Welch verließ ihr Zuhause im Alter von 16 Jahren.
Ihre erste Filmrolle hatte sie in der italienischen Teeny-Komödie Ein bißchen verliebt, wo sie gemeinsam mit Claudio Amendola vor der Kamera stand. Zurück in den Vereinigten Staaten hatte sie ihren größten Erfolg mit der Science-Fiction-Komödie Cocoon. Danach folgte eine Rolle in dem Thriller Der Joker, wo sie gemeinsam mit Peter Maffay spielte, der hier sein Filmdebüt gab. Großen Erfolg hatte sie auch mit Dornröschen (Sleeping Beauty), in dem sie die Titelfigur verkörperte. 1988 war sie in Cocoon II – Die Rückkehr zu sehen. Es folgten einige Fernsehfilme, wie der Dreiteiler Disperatamente Giulia und Liebe ohne Worte. 
1992 spielte sie in dem Italo-Thriller Racheengel gemeinsam mit Remo Girone und Eva Grimaldi. 1993 folgte der Fernsehfilm The Criminal Mind mit Ben Cross, Frank Rossi und Joseph Ruskin. 1993 spielte sie gemeinsam mit Hugh Grant, Malcolm McDowell und Kristina Söderbaum in dem Thriller Night Train to Venice. Im Videospiel Ripper übernahm sie 1995 die Rolle der Catherine Powell. Im November 1995 war sie auf der Titelseite des Playboys abgebildet und mit einer Bilderstrecke vertreten. 1996 übernahm sie eine Nebenrolle in I Shot Andy Warhol an der Seite von Jared Harris, mit dem sie von 1991 bis 1996 liiert war. Ihr letzter Film Körper und Geist erschien 1998.

## Filmografie
- 1970: Heißkaltes Blut [nicht im Abspann]
- 1984: Ein bißchen verliebt (Amarsi un po’)
- 1985: Cocoon
- 1987: Der Joker
- 1987: Dornröschen (Sleeping Beauty)
- 1987–1988: Falcon Crest (Fernsehserie)
- 1988: Cocoon II – Die Rückkehr (Cocoon: The Return)
- 1989: Disperatamente Giulia
- 1991: Liebe ohne Worte (La Bocca)
- 1992: Racheengel (L’angelo con la pistola)
- 1992: The Criminal Mind
- 1993: Night Train to Venice (Train to Hell)
- 1994: Nötigung mit tödlichen Folgen (Improper Conduct)
- 1995: The Moviemaker (Search and Destroy)
- 1996: I Shot Andy Warhol
- 1997: Sue – Eine Frau in New York (Sue)
- 1998: Johnny 2.0 – Die Replikantenfabrik (Johnny 2.0)
- 1998: Black Light
- 1998: Körper und Geist (Body and Soul)